# الترجمة والأدب
جمال الأدب الإنجليزي في علاقاته الخارجية.  تضمنت المقالات والملاحظات مسرحية Surey and Marot وLivy وJacobean وVirgil in Paradise Lost وPope's Horace وFielding على الترجمة. أجاممنون براوننج، وبريخت ردًا على الآداب الأخرى في عمل اللغة الإنجليزية.  يشمل اختصاص جومال الكتاب الإنجليز، بما في ذلك استقبال النصوص الأساسية: الترجمة التاريخية والمعاصرة للأعمال باللغات الحديثة: تاريخ ونظرية الترجمة الأدبية، والتكيف، والتقليد.
تم إنشاء المجلة في عام 1992 مع ستيوارت جيليسبي (جامعة جلاسكو) كرئيس تحرير.

## الروابط خارجية
- الموقع الرسمي
- الترجمة والأدب على JSTOR
- الترجمة والأدب في مشروع ميوز